# Vento anabatico
In meteorologia un vento anabatico è un vento che soffia risalendo una pendenza ripida o il fianco di una montagna per effetto orografico (convezione forzata da stau) o per effetto del riscaldamento dell'aria (convezione libera).

## Etimologia
L'etimologia del nome deriva dal greco αναβατικός e significa "che va in su".

## Formazione
Questi venti si sviluppano normalmente durante il giorno nelle giornate estive calme e soleggiate. I pendii e la cima di un rilievo irraggiati dal Sole vengono riscaldati e con essi anche l'aria soprastante. L'aria ad altitudini simili in vallate adiacenti o in pianura, non viene riscaldata così tanto, a causa della sua distanza dal terreno. L'effetto viene accentuato se il terreno posto più in basso è all'ombra della montagna, ricevendo così meno calore.
L'aria dei pendii soleggiati è ora quindi più calda dell'aria circostante e di conseguenza la sua densità diminuisce e si solleva per convezione. Questo crea nelle vallate un'area di bassa pressione che richiama nuova aria ai piedi della pendenza alimentando il vento che si muove verso l'alto.
L'aria che risale i pendii delle grandi montagne può anche raggiungere altezze notevoli; a questo punto il processo di raffreddamento adiabatico, può far scendere la temperatura fin sotto il suo punto di rugiada, formando dei cumuli. Questi possono a loro volta produrre pioggia o temporali.
I venti anabatici, e in generale le correnti ascendenti, vengono sfruttati dai piloti di aliante, deltaplano e parapendio  per sostenere il volo e per aumentare l'altitudine raggiungibile dal loro velivolo.

## Venti catabatici
All'opposto dei venti ascendenti troviamo i venti catabatici, venti che soffiano verso il basso, spesso prodotti di notte dal processo opposto; l'aria vicino al terreno perde calore più rapidamente di quella ad altitudine simile che sovrasta terreni più bassi. Il raffreddamento porta ad un aumento della densità dell'aria che diventa più pesante e quindi tende a cadere per attrazione gravitazionale, innescando un vento diretto verso il basso.